# Jurisjki Tjal
Jurisjki Tjal (bulgariska: Юришки Чал) är ett berg i Bulgarien.   Det ligger i regionen Sofijska oblast, i den västra delen av landet, 60 km söder om huvudstaden Sofia. Toppen på Jurisjki Tjal är 2 756 meter över havet, eller 84 meter över den omgivande terrängen. Bredden vid basen är 0,69 km. Jurisjki Tjal ingår i Rilabergen.
Terrängen runt Jurisjki Tjal är kuperad åt sydost, men åt nordväst är den bergig. Runt Jurisjki Tjal är det ganska glesbefolkat, med 34 invånare per kvadratkilometer.. Närmaste större samhälle är Jakoruda, 16,3 km sydost om Jurisjki Tjal. 
Trakten runt Jurisjki Tjal består i huvudsak av gräsmarker.